# Réver
Réver, właśc. Réver Humberto Alves Araújo (ur. 4 stycznia 1985 w Ariranha) – brazylijski piłkarz występujący na pozycji środkowego obrońcy w Internacionalu.
Jest żonaty, ma jedną córkę.

## Kariera

### Klubowa
Réver karierę rozpoczynał w zespole Paulista, gdzie grał od 2004 do 2009. W latach 2007–2008 przebywał na wypożyczeniu w Al-Wahda, a w 2008 roku w Grêmio. Rok później klub ten postanowił go wykupić.
29 stycznia 2010 roku podpisał czteroletni kontrakt z VfL Wolfsburg. W zespole tym zadebiutował 8 kwietnia 2010 roku w meczu Ligi Europy z Fulham (porażka 0:1). W 76. minucie meczu zmienił Jana Šimůnka.

### Reprezentacyjna
26 lipca 2010 został powołany do reprezentacji Brazylii na towarzyski mecz z USA.

## Statystyki
Stan na koniec sezonu 2009/2010
| Klub            | Sezon     | Liga  | Liga | Puchar kraju | Puchar kraju | Rozgrywki międzynarodowe | Rozgrywki międzynarodowe | Łącznie | Łącznie |
| Klub            | Sezon     | Mecze | Gole | Mecze        | Gole         | Mecze                    | Gole                     | Mecze   | Gole    |
| --------------- | --------- | ----- | ---- | ------------ | ------------ | ------------------------ | ------------------------ | ------- | ------- |
| → Grêmio (wyp.) | 2008      | 35    | 2    | ?            | ?            | 12                       | 2                        | 47      | 4       |
| Grêmio          | 2009      | 31    | 5    | ?            | ?            | 1                        | 0                        | 32      | 5       |
| VfL Wolfsburg   | 2009/2010 | 0     | 0    | 0            | 0            | 1                        | 0                        | 1       | 0       |